# Manuel Vargas
Manuel Vargas Severiche  (Huasacañada, Vallegrande, 6 de marzo de 1952.) es un escritor y activista del libro boliviano. Estudió Literatura en la Universidad Mayor de San Andrés de La Paz donde fue alumno y amigo de Pedro Shimose; y además de su trabajo como escritor, trabaja en Comunicación Social.
Entre sus obras se destaca la narrativa infantil, a la que el autor indica que llegó de manera casi fortuita
Desde 1996 dirige la revista de cuentos Correveidile y la editorial homónima

## Obra

### Novela
- Los signos de la lluvia (Novela, Oruro 1978)
- Rastrojos de un verano (Novela, 1980)
- Andanzas de Asunto Egüez (Novela, 1996)
- Nocturno paceño (Novela, 2006)
- Música de zorros (Novela, 2008)
- Sal de tu tierra (Novela, 2014)

### Cuentos
- Cuentos del Achachila (Fábula, La Paz, 1974)
- Cuando las velas no arden (Cuentos, Cochabamba, 1980)
- El sueño del picaflor (Fábula, 1980)
- Cuentos de ultratumba (Estocolmo, 1982)
- Cuentos tristes (Cuentos, 1987)
- Pilares en la niebla (Trilogía, 1995)
- Doce cuentos recontados (Cuentos, 2001)
- Historias de gente sola (Cuentos, 2005)
- Retratos de familia (Cuentos, 2005)

### Cuentos en obras colectivas
- 6 Nuevos narradores bolivianos (La Paz, 1978)
- El Quijote y los perros - Antología del terror político (Cochabamba, 1979)
- Los mejores cuentos bolivianos del siglo XX (La Paz, 1981).

### Ensayo
- 'historial ya (Ensayo, 2007)

## Premios
- Rastrojos de un verano ganó dos concursos en 1980, pero las circunstancias políticas que determinaron su salida del país hicieron que la novela quedara inédita hasta 1984.

- Primer Premio Nacional de Novela “Franz Tamayo”

- Premio Nacional de Novela Erich Guttentag, segundo premio en 1980

- Primer Premio Nacional de Cuento, “Universidad Técnica de Oruro”, por su libro Cuentos tristes.